# Gnoma suturalis
Gnoma suturalis là một loài bọ cánh cứng trong họ Cerambycidae.